# 光明节
光明节（希伯来语： 或 ，提比里安转写：Ḥănukkāh），又称修殿节、献殿节、烛光节、哈努卡节、马加比节等，是一个猶太教的節日。該節日乃紀念猶太人在馬加比家族的領導下，從希臘塞琉古帝國國王安條克四世手上奪回耶路撒冷，並重新將耶路撒冷第二聖殿獻給上主。
該節日自西元前165年開始為猶太教所信守，節期為猶太曆的基斯流月。

## 历史

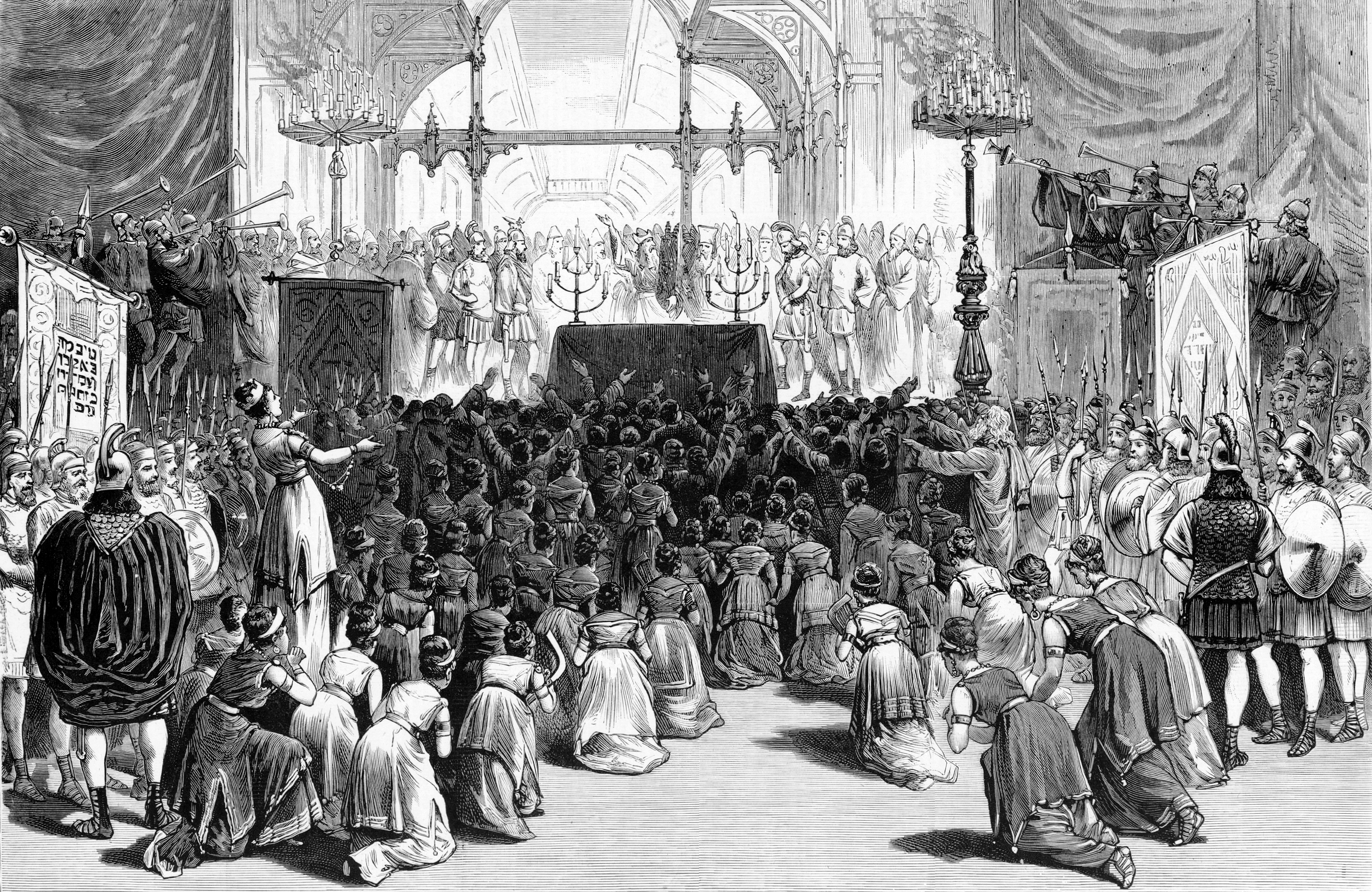
1880年在纽约的光明节庆典

光明节不是《托拉》上记载的节日，而是为了纪念公元前165年犹太民族反抗异族（希臘人）企图消灭犹太教的马加比起义胜利、收复耶路撒冷、洁净第二圣殿并把它重新献给上帝的日子。
公元前168年，希臘塞琉古帝國安条克四世为了强制推行“希腊化”，宣布犹太教非法，并采取各种严厉措施消灭犹太教，其中最令犹太民族不能容忍的是在耶路撒冷犹太人圣殿里竖起希腊神祇宙斯的祭坛，在上面用犹太人视为不洁的猪进行献祭，并强迫犹太人食用猪肉，对不从者格杀勿论。这一仇视犹太教的做法导致了一场反抗希臘人统治的犹太人起义。3年后，以猶大·馬加比为首的起义取得了胜利，建立犹太王國哈斯蒙尼王朝，耶路撒冷为犹太人收复。犹大·玛喀比下令净化圣殿，清除异教痕迹，重建犹太人祭坛（故亦称“净殿节”），并规定了庆祝这一胜利的活动日期。（參見：《馬加比一書》、《馬加比二書》）
光明节从基斯流月（犹太曆9月）25日开始，延续八天。八天的节期与两个传说有关：一是玛喀比士兵因战斗而无法庆祝为期八天的住棚节，故以此作为补偿。二是收复、净化圣殿后，在打算点燃圣殿中的“七枝灯台”时，人们只找到了一小罐专门用于圣殿的灯油，犹太律法规定用于圣殿的灯油须从橄榄中提炼，并由掌管圣殿的大祭司经过一番洁净礼仪后才能使用。而无论是制作还是去外地取来这种净化过的灯油，均需要八天时间。然而，由于上帝对犹太人的恩赐和垂注，奇迹发生了，这一小罐原本只能燃用一天的灯油竟然一直燃烧了八天。根据这一传说，该节日最主要的仪式是点燃九枝灯台（再献圣殿节灯台，专门为庆祝哈努卡节使用的一种灯），第一天点燃灯台一枝灯盏，以后每天增加一枝灯盏，一直到第八天结束。故也有人称之为“光明节”。

## 习俗

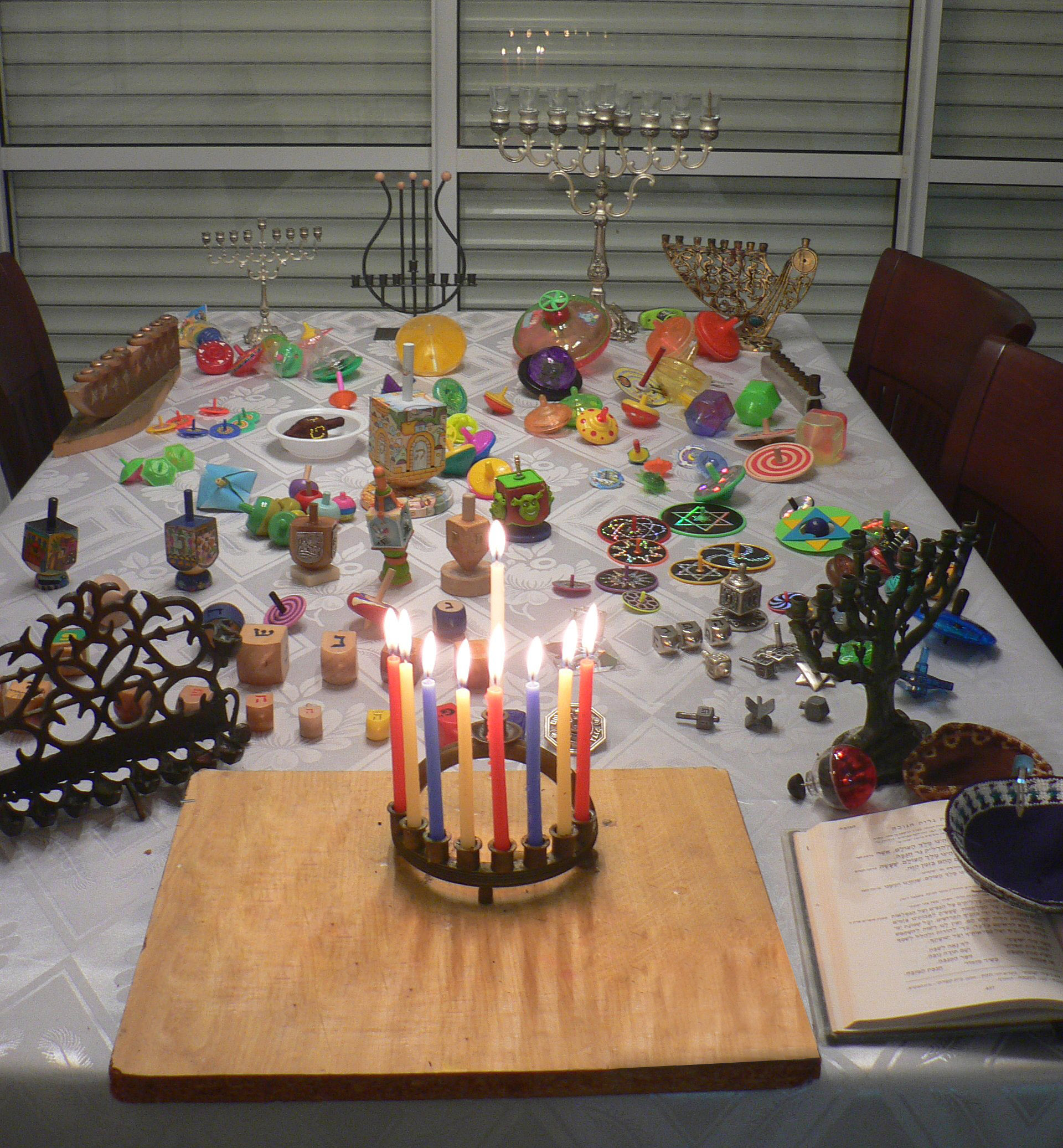
庆祝光明节的光明节陀螺和灯台

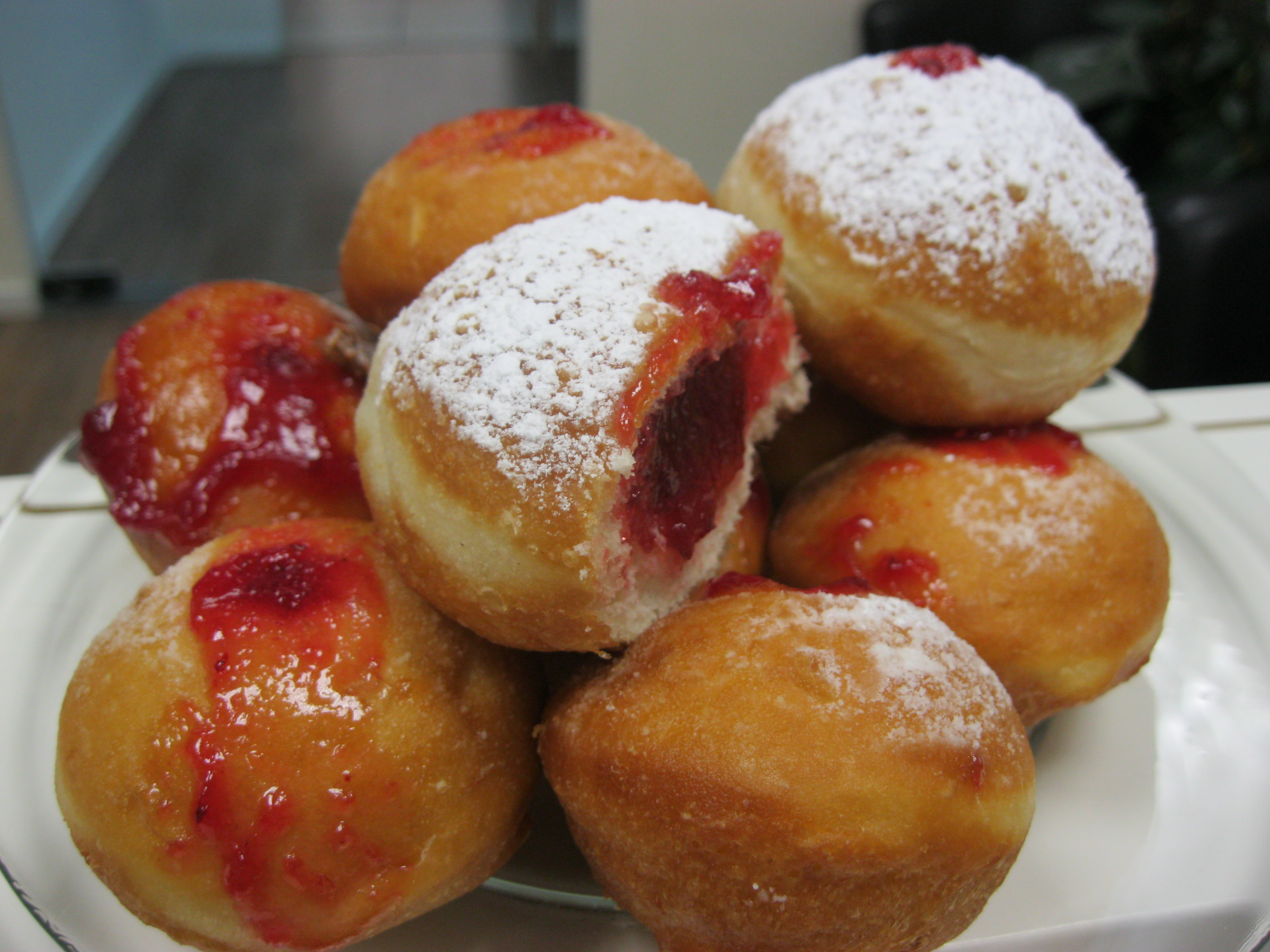
光明节食品：油炸面团（Sufganiyot）

犹太人是一个不事张扬的民族，通常不在众目睽睽下，而只在家里奉行犹太律法。但有趣的是，有关光明节的诫命却包含了“散播神迹”这样一个概念，即让越多的人知道越好，因此，光明节使用的灯台通常要摆放在窗帘拉开的窗台上，以便让外面的人能够看到。
为了表达对于出现“奇迹”的喜悦，光明节的第一天晚餐通常是正式而盛大的，常有亲朋应邀参加。晚餐前，先点上烛台，互相祝贺。传统必食用的特定食品是油炸丝饼。食用油炸食品是为了使人联想起上帝所行的奇迹。晚餐结束后，人们、特别是儿童，还要玩光明节陀螺的游戏。
现代以色列建国后，为弘扬馬加比起义包含的“民族团结，共御外敌”的精神，行政当局总要在室外点燃大型九枝灯台，组织各种体育活动，其中最主要的是火炬长跑。在美國、加拿大、英國等國家，因為光明节與基督教的聖誕節的節日時間相近，因此不少猶太人會在聖誕假日期間慶祝光明节。